# Reklama

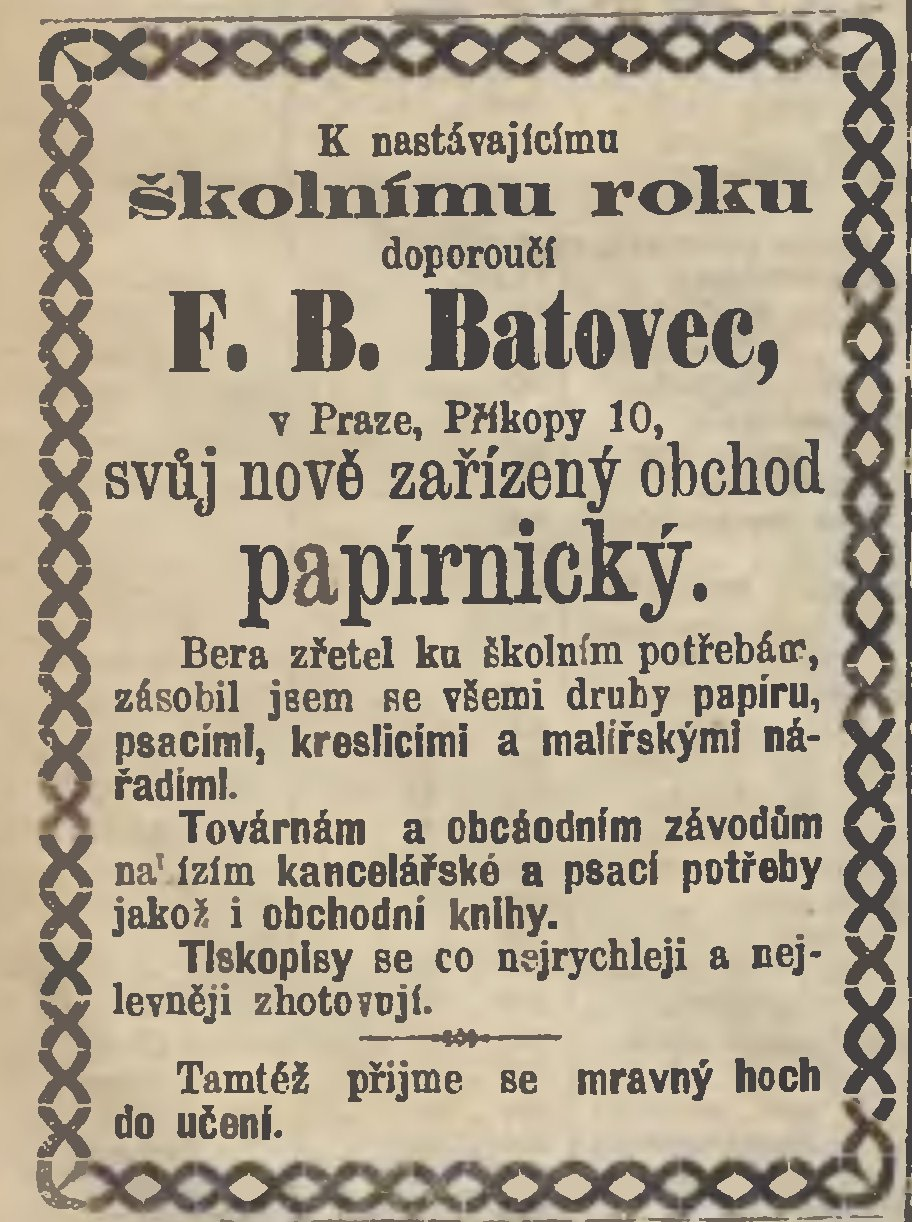
Reklamní leták z roku 1873

Reklama je placená nebo neplacená propagace výrobku, služby, společnosti, obchodní značky nebo myšlenky, mající obvykle za cíl zvýšení prodeje. Podle použitého média se rozlišuje televizní, novinová, internetová, rozhlasová, plakátová nebo jiná.
Reklamu využívají především obchodní společnosti, ale i neziskové organizace a profesní či sociální organizace. Profituje z ní však nejen její zadavatel (ten, kdo bývá v reklamě podepsán – výrobce či distributor), ale i její zpracovatel (většinou reklamní agentura) a šiřitel reklamy (např. webový portál, noviny, časopis, pošta).
Někdy se setkáváme s pouhými odkazy nebo jménem nebo logem výrobce či výrobku, kde chybí přesvědčování (odborně persuaze nebo persvaze), a to na vhodných i méně vhodných místech (např. na mantinelech při sportovních utkáních, na dresech nebo závodních autech). 

## Původ slova a definice v ČR
Slovo reklama vzniklo z latinského „reclamare“ (znovu volat). Český jazyk přebral slovo reklama z francouzského slova „réclamer“ (žádat, požadovat, vyžadovat), které původně znamenalo upoutávku na dolním konci novinové stránky. Zákon 40/1995 Sb. (Zákon o regulaci reklamy), ji definuje:
| „                   | Reklamou se rozumí oznámení, předvedení či jiná prezentace šířené zejména komunikačními médii, mající za cíl podporu podnikatelské činnosti, zejména podporu spotřeby nebo prodeje zboží, výstavby, pronájmu nebo prodeje nemovitostí, prodeje nebo využití práv nebo závazků, podporu poskytování služeb, propagaci ochranné známky, pokud není dále stanoveno jinak.. | “ |
| — Zákon 40/1995 Sb. | |   |

## Označování reklamy
Reklamu v médiích je nutno jako takovou řádně označit, což často nedělají tzv. influenceři – youtubeři a bloggeři. Ti reklamu označují někdy jen prostřednictvím anglických slov sponsored nebo ad, což mnoho dětských uživatelů, kteří tvoří cílovou skupinu a zároveň většinu recipientů daného obsahu, nepochopí jako označení reklamy. Mnozí ale reklamu ve svých sděleních neoznačují nijak. V novinách se reklama někdy označuje kromě slova reklama stále častěji jinými slovy, například jako inzerce nebo komerční sdělení. Zvláštní pozornost v tomto směru zasluhuje tzv. Product placement a PR články. Skrytá a podprahová reklama je v ČR zakázána od roku 2015.

## Známé reklamní kampaně v Česku
Mezi známé a úspěšné reklamní kampaně v Česku patří např.:
- televizní reklamy na prací prášky Vizír a Ariel
- kampaň vylepování papírových vánočních hvězd v oknech domů (čokoláda Orion)
- Bóbika (internetový vyhledávač Centrum)
- televizní a YouTube reklamy na Vodafone (Falešní sobi) a T-Mobile (např. reklamy s Chuckem Norrisem, nebo Skokani a Skokani po sezóně, 2013) Martina Jaroše
- vánoční reklama na Kofolu – "Nene, já nemusím, já už ho vidím."

## Reklama podle cíle
Cíle reklamy vycházejí z rozhodnutí o cílové skupině a marketingovém mixu, které určují, čeho musí reklama v rámci celkového marketingového programu dosáhnout.
Cílová skupina je množina příjemců, které má reklamní kampaň oslovit. Cílovou skupinou mohou být současní nebo potenciální uživatelé výrobku, služby či značky, jednotlivce či skupiny, kteří se rozhodují o nákupu atd. Charakteristika cílové skupiny je základním předpokladem pro další postup strategie, tj. pro stanovení toho, co, jakým způsobem, kdy a kde se bude sdělovat. Pro rozdělení do cílových skupin se používají různé techniky, například ABCDE klasifikace.
Cíle reklamy lze klasifikovat podle jejího primárního účelu – zda má reklama informovat, přesvědčovat, nebo připomínat.
- Reklama s cílem informovat se využívá při zavádění nové kategorie produktů. V takovém případě je úkolem vytvořit primární poptávku.
- Přesvědčovací reklama nabývá na významu ve chvíli, kdy roste konkurence. Tento druh reklamy je využíván k vytvoření selektivní poptávky po značce a k přesvědčení spotřebitelů, že nabízí za jejich peníze nejvyšší kvalitu.
- Reklama s cílem upomínat je velice důležitá pro vyzrálé výrobky, protože nedovolí spotřebitelům, aby na ně zapomněli. Firmy se tímto druhem reklamy mohou také snažit ujistit stávající zákazníky, že učinili správnou volbu.[10]

Reklama se snaží o vyvolání odezvy u cílového publika. Tato odezva může být svou povahou:
- percepční – spotřebitel si utvoří určitý pohled či názor na daný produkt či značku, případně reklama jeho postoj změní.
- behaviorální – spotřebitel si koupí produkt či zvýší množství, které nakupuje.

Konečnými cíli reklamní kampaně mohou být:
- zvýšení nebo udržení obratu, zisku a tržního podílu,
- zavedení nového či inovovaného produktu či služby,
- zlepšení image značky, produktu nebo služby,
- snaha o větší známost značky či produktu,
- zlepšení a upevnění pověsti firmy.

## Reklama podle média
- ATL reklama – above the line advertising, nadlinková reklama, mediální reklama
  - Televizní reklama
  - Tisková reklama (inzerát, akční leták)
  - Rozhlasové spoty
  - Spoty v kinech
  - Internetová reklama
  - OOH (out of home) reklama (plakáty a billboardy, reklama na dopravních prostředcích, atypické reklamní plochy)
- BTL reklama – below the line advertising, podlinková reklama, nemediální reklama
  - Spotřebitelské soutěže
  - Direct mail
  - Telemarketing
  - Propagační předměty
  - Product placement

Pokud obchodník (nabízející) využívá několik komunikačních kanálů zároveň, mluvíme o marketingové kampani.

### Noviny
Tento druh médií patří mezi nejstarší druh mediální komunikace. Noviny čte převážně dospělá populace.
- Lze zaujmout širokou vrstvu populace.
- Menší finanční náklady.
- Možnost přesného zaměření na cílové skupiny.
- Reklama v novinách patří na první místo v žebříčcích důvěryhodnosti reklamních sdělení.
- Čtenář si může reklamu přečíst opakovaně.

### Časopisy
Časopisy můžeme rozdělit na odborné časopisy, inzertní periodika a populární časopisy.
- Delší životnost než u novin.
- Větší kreativita inzerce než u novin.
- Směrovány na cílovou skupinu.
- Delší redakční uzávěrky.

### Rozhlas
Hlavní vysílací čas je ráno. Neboli čas, kdy lidé vstávají, cestují do školy či do práce. Tyto informace musí být tedy podány jednoduše a několikrát být zopakovány.
- Jedna z nejlevnějších reklam.
- Zaměření se přímo na cílovou skupinu. Mají specifický okruh posluchačů – společné například věk, životní styl. Díky regionálním stanicím je možné vysílat přímo na určité území.
- Přenos pouze pomocí zvuku – posluchači nemohou vidět produkt či danou službu.
- Kulisovost rozhlasu – posluchač neposlouchá naplno.
- Omezená životnost – posluchač nemá možnost se k reklamě vrátit.

### Televize
Toto médium nevyžaduje od diváka žádnou aktivitu. Výhodou je zejména kombinace sluchových a vizuálních možností.
- Masové pokrytí.
- Kombinace sluchových i vizuálních prostředků.
- Působení na psychiku televizního diváka.
- Kreativní možnosti televize.
- Vysoké náklady na tvorbu reklamy a jejího vysílání.
- Krátký čas na oslovení – reklamní spot trvá přibližně 30 sekund.
- Přepínání reklam na jiný program.

### Internet
Tento typ médií je kombinací všech druhů médií a také jejich doplněním. Nejdůležitějším u tohoto média je rychlost přenosu sdělení a aktuálnost. Jde o předávání aktuálních informací právě teď a bez jakéhokoliv omezení. U internetu je ale nejnižší důvěryhodnost.
- Přesné zasáhnutí cílové skupiny na specializovaných webových stránkách.
- Zpětná vazba s návštěvníkem stránky.
- Zákazník si ihned může zakoupit nabízený produkt či službu.
- Méně vhodná k oslovení určitých skupin spotřebitelů – například seniorů, soc. slabých.
- Není možné mluvit o standardní ceně, ta se totiž může napříč webovými stránkami velmi lišit.
- Rozporuplný pohled na efektivitu – reklamy jsou často blokovány.

Reklamy kontextové a remarketing se zobrazují podle toho, kdo se na ně dívá.
Remarketingová reklama umožňuje zobrazovat návštěvníkovi kamkoliv se pohne sdělení z obchodu, který byl návštěvníkem navštíven. Adwords umožňuje dokonce zobrazit každý den jinou reklamu a třeba i odvyprávět celý příběh, a tak ho dostat zpátky na konverzní stránku s formulářem získávajícím jeho emailovou adresu. U remarketingu je ohromná výhoda, že zadavatel ví, jaké stránky návštěvník navštívil, co hledal, atd., a proto může být při formulaci remarketingové reklamy konkrétnější. Může cílit na konkrétní potřebu nebo na touhu po konkrétním výrobku.

### Venkovní reklama
Mezi tento typ patří billboardy, poutače, firemní štíty, plakáty atd. Toto médium oslovuje své publikum jako součást prostředí, ve kterém žijí a ve kterém se pohybují.
- Možnost vystavení ve veřejném prostoru.
- Tato reklama může oslovit téměř kohokoliv.
- Pohledové médium – tedy krátký čas na prostudování celého sdělení. Uvádí se, že jsou to přibližně 2–3 sekundy času.
- Omezení pro venkovní reklamu je také dlouhý čas na zadání a umístění. Typickou dobou vystavení billboardu jsou dva až tři měsíce.[11]

## Příprava reklamní kampaně
Při přípravě reklamní kampaně se vychází z marketingové analýzy, která poskytuje potřebné informace o trhu, zákaznících, konkurenci, okolí atd.
- Důležité je stanovit cíle reklamní kampaně: jasně stanovit, zda je cílem přímo zvýšení prodeje či známosti naší značky, korekce některých dimenzí image atd.
- Potvrzení rozpočtu, ze kterého bude financována kampaň.
- Určení cílové skupiny, na kterou si přejeme naši kampaň zaměřit, a její podrobná charakteristika.
- Stanovení určitých požadavků na kampaň a jejich formulace pro reklamní agenturu.
- Formulace poselství, toho, co si přejeme cílové skupině sdělit a jak, aby zprávě porozuměla a správně ji interpretovala.
- Výběr médií, jejichž prostřednictvím si přejeme cílovou skupinu oslovit, jejich kombinace a návaznost.
- Kontrola výsledků dané kampaně ve vztahu ke splnění daných cílů.

## Legislativa
Zákon č. 40/1995 Sb., o regulaci reklamy, stanoví:
Reklamou se rozumí oznámení, předvedení či jiná prezentace šířené zejména komunikačními médii, mající za cíl podporu podnikatelské činnosti, zejména podporu spotřeby nebo prodeje zboží, výstavby, pronájmu nebo prodeje nemovitostí, prodeje nebo využití práv nebo závazků, podporu poskytování služeb, propagaci ochranné známky.
Reklama především nesmí být klamavá, skrytá (do roku 2015 skrytá reklama povolena), podprahová či v rozporu s dobrými mravy. Nesmí podporovat chování poškozující zdraví nebo ohrožující bezpečnost osob nebo majetku, jakož i jednání poškozující zájmy na ochranu životního prostředí. Nesmí propagovat výrobky či služby, které jsou zákonem zakázané (viz Nedovolená reklama).
Zvláštní podmínky se vztahují na reklamu uvádějící zvláštní nabídku, reklamu zaměřenou na mládež do 18 let, reklamu na tabákové výrobky, alkoholické nápoje, léčiva, zdravotnické prostředky, potraviny, kojeneckou výživu, prostředky na ochranu rostlin, střelné zbraně a střelivo a pohřebnictví.
Definice (právo EU): „Reklamou“ se rozumí každé předvedení související s obchodem, živností, řemeslem nebo svobodným povoláním, jehož cílem je podpora odbytu zboží nebo poskytnutí služeb, včetně nemovitostí, práv a závazků.

## Související pojmy

### Srovnávací reklama
Jedná se o strategii, ve které se přímo porovnává výrobek, služba nebo značka zadavatele s výrobkem konkurence. Tento druh strategie často využívají firmy, které nejsou leadery na trhu a své výrobky přirovnávají právě k vedoucím výrobkům.

### Maloobchodní reklama
Jedná se o reklamu, kterou dělají obchodní jednotky a je zaměřena přímo na spotřebitelskou veřejnost. I když reklamní výdaje bývají vysoké, účinnost je velmi různá.

### Kooperativní reklama
Jedná se o spolupráci při dělení nákladů a aktivit většinou mezi velkoobchodem a maloobchodem, kde podíl závisí na vzájemné dohodě partnerů.

## Reklama a její pro a proti

### Obhajoba reklamy
- má informativní povahu – určuje ceny výrobků v prodeji, místo prodeje výrobku apod., čímž usnadňují rozhodování zákazníka
- podporuje soutěžení a posiluje konkurenci (firmy pak nemají tak velkou tržní sílu)
- možnost, jak může nová firma přilákat zákazníky

### Kritika reklamy
- ovlivňuje racionální chování spotřebitele a jeho preference (má víc psychologický než informativní charakter)
- z reklamy nelze rozpoznat kvalitu výrobku
- navozuje u spotřebitelů klamné představy,[14] nebo dokonce jim zatajuje negativa inzerovaného produktu
- omezuje soutěžení – přesvědčuje, že prezentovaný výrobek se zásadně liší od těch konkurenčních, čímž u spotřebitele vytváří neelastickou poptávku
- vizuální smog – ruší kvalitu prostředí (především exteriéry) v krajině městské, ale také kolem důležitých dopravních tahů
- v televizi rušivě zvýší hlasitost na začátku reklamní přestávky a po ní se film výrazně ztiší. Internetové reklamy mají upoutat pozornost diváka, avšak to často dělávají nevhodným a rušivým způsobem.
- přerušuje tok myšlenek, zaměstnává mysl, ruší a snižuje soustředěnost.